# Wereldkampioenschappen shorttrack junioren
De wereldkampioenschappen shorttrack junioren worden sinds 1994 jaarlijks georganiseerd door de ISU. Shorttrackers onder de 19 rijden drie afstanden (500, 1000 en 1500 meter). Ook is er sinds 2001 een aflossing (relay) van 3000 meter (tot en met 2008 over 2000 meter). Tot en met de editie van 2018 werd een klassement opgemaakt over de drie afstanden en de superfinale van 1500 meter en was bij zowel de jongens als de meisjes een overall winnaar aan te wijzen.

## Medaillewinnaars

### Jongens eindklassement
| Jaar | Plaats              | Goud                                 | Zilver                                             | Brons                           |
| ---- | ------------------- | ------------------------------------ | -------------------------------------------------- | ------------------------------- |
| 1994 | Seoel               | Lee Seung-chan                       | Lee Jun-hwan                                       | Anthony Goskowicz               |
| 1995 | Calgary             | Lee Sang-jun                         | Jonathan Guilmette Patrice LaPointe Lee Seung-chan |                                 |
| 1996 | Courmayeur          | Lee Sang-jun Jean-François Monette   |                                                    | Naoya Tamura                    |
| 1997 | Marquette           | Kim Dong-sung                        | Rusty Smith                                        | Daniel Weinstein                |
| 1998 | Saint Louis         | Lee Sang-jun François-Louis Tremblay |                                                    | Andrew Lahey                    |
| 1999 | Montreal            | Apolo Anton Ohno                     | An Jung-hyun                                       | François-Louis Tremblay         |
| 2000 | Székesfehérvár      | Min Ryoung                           | Nicola Rodigari                                    | Andrew Lahey                    |
| 2001 | Warschau            | Lee Seung-jae                        | Guo Wei                                            | Min Ryoung                      |
| 2002 | Chuncheon           | Ahn Hyun-soo                         | Seo Ho-jin                                         | Guo Wei                         |
| 2003 | Boedapest           | Lee Ho-suk                           | Kim Hyun-kon                                       | Sung Si-bak                     |
| 2004 | Peking              | Lee Ho-suk                           | Kwon Ki-deok                                       | Jon Eley                        |
| 2005 | Belgrado            | Lee Ho-suk                           | Kim Hyun-kon                                       | Kwak Yoon-gy                    |
| 2006 | Miercurea Ciuc      | Lee Jung-su                          | Maxime Chataignier                                 | Kim Jae-han                     |
| 2007 | Mladá Boleslav      | Shin Woo-chul                        | Lee Jung-su                                        | Jang Won-hoon                   |
| 2008 | Bozen               | Kim Yun-jae                          | Lee Jung-su                                        | Lee Han-bin                     |
| 2009 | Sherbrooke          | Um Cheon-ho                          | You Dong-kun                                       | John Celski                     |
| 2010 | Taipei              | Noh Jin-kyu                          | Antoine Gelinas-Beaulieu                           | Park Se-yeong                   |
| 2011 | Courmayeur          | Seo Yi-ra                            | Jack Whelbourne                                    | Wu Dajing                       |
| 2012 | Melbourne           | Park Se-yeong                        | Lee Hyo-been                                       | Han Tianyu                      |
| 2013 | Warschau            | Park Se-yeong                        | Han Tianyu                                         | Lee Hyo-been                    |
| 2014 | Erzurum             | Lee Mun-hyeon                        | Lee Hyo-been                                       | Shaolin Sándor Liu              |
| 2015 | Osaka               | Kim Dag-yeom                         | Park Ji-won                                        | Shaolin Sándor Liu              |
| 2016 | Sofia               | Ren Ziwei                            | Lim Yong-jin                                       | Ma Wei                          |
| 2017 | Innsbruck           | Shaoang Liu                          | Kim Si-un                                          | Kazuki Yoshinaga                |
| 2018 | Tomaszów Mazowiecki | Hong Kyung-hwan                      | Lee June-seo                                       | Park Jang-hyuk                  |
| 2019 | Montreal            | geen allroundtoernooi meer           | geen allroundtoernooi meer                         | geen allroundtoernooi meer      |
| 2020 | Bormio              | geen allroundtoernooi meer           | geen allroundtoernooi meer                         | geen allroundtoernooi meer      |
| 2021 | Salt Lake City      | afgelast vanwege coronapandemie      | afgelast vanwege coronapandemie                    | afgelast vanwege coronapandemie |
| 2022 | Gdańsk              | geen allroundtoernooi meer           | geen allroundtoernooi meer                         | geen allroundtoernooi meer      |

### Jongens aflossing
| Jaar | Plaats              | Goud                            | Zilver                          | Brons                           |
| ---- | ------------------- | ------------------------------- | ------------------------------- | ------------------------------- |
| 2001 | Warschau            | Japan                           | China                           | Zuid-Korea                      |
| 2002 | Chuncheon           | Zuid-Korea                      | Canada                          | Duitsland                       |
| 2003 | Boedapest           | Zuid-Korea                      | Verenigde Staten                | Canada                          |
| 2004 | Peking              | Zuid-Korea                      | Italië                          | Frankrijk                       |
| 2005 | Belgrado            | Zuid-Korea                      | China                           | Canada                          |
| 2006 | Miercurea Ciuc      | Frankrijk                       | Canada                          | Nederland                       |
| 2007 | Mladá Boleslav      | Zuid-Korea                      | Verenigde Staten                | Frankrijk                       |
| 2008 | Bozen               | Zuid-Korea                      | Frankrijk                       | China                           |
| 2009 | Sherbrooke          | Verenigde Staten                | China                           | Zuid-Korea                      |
| 2010 | Taipei              | Zuid-Korea                      | Canada                          | Japan                           |
| 2011 | Courmayeur          | Frankrijk                       | Japan                           | Canada                          |
| 2012 | Melbourne           | Zuid-Korea                      | China                           | Verenigde Staten                |
| 2013 | Warschau            | Zuid-Korea                      | Canada                          | Japan                           |
| 2014 | Erzurum             | China                           | Hongarije                       | Japan                           |
| 2015 | Osaka               | Zuid-Korea                      | China                           | Rusland                         |
| 2016 | Sofia               | China                           | Zuid-Korea                      | Rusland                         |
| 2017 | Innsbruck           | Zuid-Korea                      | China                           | Verenigde Staten                |
| 2018 | Tomaszów Mazowiecki | Japan                           | Rusland                         | Nederland                       |
| 2019 | Montreal            | China                           | Nederland                       | Rusland                         |
| 2020 | Bormio              | Zuid-Korea                      | Rusland                         | Japan                           |
| 2021 | Salt Lake City      | afgelast vanwege coronapandemie | afgelast vanwege coronapandemie | afgelast vanwege coronapandemie |
| 2022 | Gdańsk              | Italië                          | Hongarije                       | Frankrijk                       |
| 2023 | Dresden             | Zuid-Korea                      | Japan                           | Verenigde Staten                |

### Meisjes eindklassement
| Jaar | Plaats              | Goud                            | Zilver                          | Brons                               |
| ---- | ------------------- | ------------------------------- | ------------------------------- | ----------------------------------- |
| 1994 | Seoel               | Kim Soo-hee                     | Won Hye-kyung                   | Su Xiaohua                          |
| 1995 | Calgary             | Kim Yoon-mi                     | Won Hye-kyung                   | Catherine Dussault Ikue Teshigawara |
| 1996 | Courmayeur          | Ikue Teshigawara                | Erin Porter                     | Hong Ro-sa Kim Moon-jung            |
| 1997 | Marquette           | An Sang-mi Won Hye-kyung        |                                 | Julie Goskowicz                     |
| 1998 | Saint Louis         | Joo Min-jin                     | Kim Moon-jung                   | Kristina Voeteva                    |
| 1999 | Montreal            | Joo Min-jin                     | Kim Moon-jung                   | Marta Capurso                       |
| 2000 | Székesfehérvár      | Marie-Ève Drolet                | Choi Min-kyung                  | Park Hye-rim                        |
| 2001 | Warschau            | Marie-Ève Drolet                | Ko Gi-hyun                      | Choi Min-kyung                      |
| 2002 | Chuncheon           | Kim Min-jee                     | Wang Meng                       | Cho Ha-ri                           |
| 2003 | Boedapest           | Byun Chun-sa                    | Kang Yun-mi                     | Kim Min-jung                        |
| 2004 | Peking              | Kang Yun-mi                     | Jung Eun-ju                     | Hur Hee-been                        |
| 2005 | Belgrado            | Park Sun-young                  | Jeon Ji-soo                     | Kalyna Roberge                      |
| 2006 | Miercurea Ciuc      | Jung Eun-ju                     | Choi Jung-won                   | Zhou Yang                           |
| 2007 | Mladá Boleslav      | Yang Shin-young                 | Shin Sae-bom                    | Park Seung-hi                       |
| 2008 | Bozen               | Noh Ah-reum                     | Lee Eun-byul                    | Zhang Qichao                        |
| 2009 | Sherbrooke          | Noh Ah-reum                     | Lee Eun-byul                    | Lee Mi-yeon                         |
| 2010 | Taipei              | Choi Ji-hyun                    | Lee Mi-yeon                     | Song Jae-won                        |
| 2011 | Courmayeur          | Cheon Hee-jung                  | Ahn Se-jung                     | Martina Valcepina                   |
| 2012 | Melbourne           | Shim Suk-hee                    | Hwang Hyun-sun                  | Ahn Se-jung                         |
| 2013 | Warschau            | Noh Do-hee                      | Kim A-lang                      | Han Yutong                          |
| 2014 | Erzurum             | Noh Do-hee                      | Ahn Se-jung                     | Choi Min-jeong                      |
| 2015 | Osaka               | Kong Sang-jeong                 | Kim Ji-yoo                      | Son Hak-yung                        |
| 2016 | Sofia               | Qu Chunyu                       | Suzanne Schulting               | Lee Yu-bin                          |
| 2017 | Innsbruck           | Lee Yu-bin                      | Seo Whi-min                     | Sofia Prosvirnova                   |
| 2018 | Tomaszów Mazowiecki | Kim Ji-yoo                      | Courtney Lee Sarault            | Maame Biney                         |
| 2019 | Montreal            | geen allroundtoernooi meer      | geen allroundtoernooi meer      | geen allroundtoernooi meer          |
| 2020 | Bormio              | geen allroundtoernooi meer      | geen allroundtoernooi meer      | geen allroundtoernooi meer          |
| 2021 | Salt Lake City      | afgelast vanwege coronapandemie | afgelast vanwege coronapandemie | afgelast vanwege coronapandemie     |
| 2022 | Gdańsk              | geen allroundtoernooi meer      | geen allroundtoernooi meer      | geen allroundtoernooi meer          |

### Meisjes aflossing
| Jaar | Plaats              | Goud                            | Zilver                          | Brons                           |
| ---- | ------------------- | ------------------------------- | ------------------------------- | ------------------------------- |
| 2001 | Warschau            | Zuid-Korea                      | China                           | Japan                           |
| 2002 | Chuncheon           | Zuid-Korea                      | China                           | Canada                          |
| 2003 | Boedapest           | Zuid-Korea                      | Rusland                         | Japan                           |
| 2004 | Peking              | Zuid-Korea                      | China                           | Rusland                         |
| 2005 | Belgrado            | Zuid-Korea                      | China                           | Canada                          |
| 2006 | Miercurea Ciuc      | China                           | Zuid-Korea                      | Hongarije                       |
| 2007 | Mladá Boleslav      | Zuid-Korea                      | China                           | Canada                          |
| 2008 | Bozen               | Zuid-Korea                      | Italië                          | Canada                          |
| 2009 | Sherbrooke          | Italië                          | Canada                          | Zuid-Korea                      |
| 2010 | Taipei              | Zuid-Korea                      | China                           | Canada                          |
| 2011 | Courmayeur          | Italië                          | Canada                          | China                           |
| 2012 | Melbourne           | Zuid-Korea                      | China                           | Rusland                         |
| 2013 | Warschau            | Zuid-Korea                      | China                           | Rusland                         |
| 2014 | Erzurum             | Zuid-Korea                      | Canada                          | China                           |
| 2015 | Osaka               | Zuid-Korea                      | Rusland                         | Japan                           |
| 2016 | Sofia               | China                           | Zuid-Korea                      | Nederland                       |
| 2017 | Innsbruck           | China                           | Rusland                         | Japan                           |
| 2018 | Tomaszów Mazowiecki | Canada                          | Japan                           | Italië                          |
| 2019 | Montreal            | Zuid-Korea                      | Rusland                         | Italië                          |
| 2020 | Bormio              | Nederland                       | Rusland                         | Italië                          |
| 2021 | Salt Lake City      | afgelast vanwege coronapandemie | afgelast vanwege coronapandemie | afgelast vanwege coronapandemie |
| 2022 | Gdańsk              | Canada                          | Nederland                       | Hongarije                       |
| 2023 | Dresden             | Zuid-Korea                      | China                           | Hongarije                       |

Wereldkampioenschap shorttrack (individueel)

Champaign 1976 · 
Grenoble 1977 · 
Solihull 1978 · 
Quebec 1979 · 
Milaan 1980 · 
Meudon 1981 · 
Moncton 1982 · 
Tokio 1983 · 
Peterborough 1984 · 
Amsterdam 1985 · 
Chamonix 1986 · 
Montreal 1987 · 
St. Louis 1988 · 
Solihull 1989 · 
Amsterdam 1990 · 
Sydney 1991 · 
Denver 1992 · 
Peking 1993 · 
Guildford 1994 · 
Gjövik 1995 · 
Den Haag 1996 · 
Nagano 1997 · 
Wenen 1998 · 
Sofia 1999 · 
Sheffield 2000 · 
Jeonju 2001 · 
Montreal 2002 · 
Polen 2003 · 
Göteborg 2004 · 
Peking 2005 · 
Minneapolis 2006 · 
Milaan 2007 · 
Gangneung 2008 · 
Wenen 2009 · 
Sofia 2010 · 
Sheffield 2011 · 
Shanghai 2012 · 
Debrecen 2013 · 
Montreal 2014 · 
Moskou 2015 · 
Seoel 2016 · 
Rotterdam 2017 · 
Montreal 2018 ·
Sofia 2019 ·
Seoel 2020 ·
Dordrecht 2021 ·
Montreal 2022 ·
Seoel 2023 ·
Rotterdam 2024 ·
Peking 2025
Wereldkampioenschap shorttrack (teams)

Seoul 1991 · 
Nobeyama 1992 · 
Boedapest 1993 · 
Cambridge 1994 · 
Zoetermeer 1995 · 
Lake Placid 1996 · 
Seoel 1997 · 
Bormio 1998 · 
St. Louis 1999 · 
Den Haag 2000 · 
Nobeyama 2001 · 
Milwaukee 2002 · 
Boedapest 2003 · 
Sint-Petersburg 2004 · 
Chuncheon 2005 · 
Montreal 2006 · 
Boedapest 2007 · 
Harbin 2008 · 
Heerenveen 2009 · 
Bormio 2010 · 
Warschau 2011
Wereldkampioenschappen shorttrack junioren

Seoel 1994 ·
Calgary 1995 ·
Courmayeur 1996 ·
Marquette 1997 ·
Saint Louis 1998 ·
Montreal 1999 ·
Székesfehérvár 2000 ·
Warschau 2001 ·
Chuncheon 2002 ·
Boedapest 2003 ·
Peking 2004 ·
Belgrado 2005 ·
Miercurea Ciuc 2006 ·
Mladá Boleslav 2007 ·
Bozen 2008 ·
Sherbrooke 2009 ·
Taipei 2010 ·
Courmayeur 2011 ·
Melbourne 2012 ·
Warschau 2013 ·
Erzurum 2014 ·
Osaka 2015 ·
Sofia 2016 ·
Innsbruck 2017 ·
Tomaszów Mazowiecki 2018 ·
Montreal 2019 ·
Bormio 2020 ·
Salt Lake City 2021 ·
Gdańsk 2022 ·
Dresden 2023 ·
Gdańsk 2024 ·
Calgary 2025